# Felix Myhre
Felix Myhre, né le 4 mars 1999 à Oslo en Norvège, est un footballeur norvégien qui joue au poste de milieu de terrain au SK Brann.

## Biographie

### En club
Né à Oslo en Norvège, Felix Myhre débute dans le modeste club d'Ullern IF (en), qui évolue dans les divisions inférieures du football norvégien. Il rejoint en janvier 2017, à 17 ans, le club de Vålerenga, où il joue d'abord avec l'équipe réserve. Myhre réalise ses débuts avec l'équipe première le 12 octobre 2017, face au FK Haugesund, lors de la saison 2017 du championnat de Norvège. Ce jour-là, il entre en jeu à la place de Magnus Lekven, et son équipe s'impose sur le score de trois buts à zéro. Le 30 juin 2018, il inscrit son premier but pour le club, lors d'un match de championnat face au FK Bodø/Glimt (2-2).
En 2019, il est prêté au FK Bodø/Glimt, où il ne joue que trois matchs.
Le 15 mai 2021, Felix Myhre s'engage en faveur du SK Brann pour un contrat courant jusqu'en 2024. Il joue son premier match sous ses nouvelles couleurs le 1er août 2021 face au Fana IL (en), en coupe de Norvège. Il est titularisé au poste de milieu défensif et son équipe s'impose par trois buts à zéro.

### En sélection
Felix Myhre représente l'équipe de Norvège des moins de 16 ans. Il joue au total sept matchs avec cette sélection, tous en 2015.
Avec les moins de 19 ans, il participe au championnat d'Europe des moins de 19 ans en 2018. Lors cette compétition organisée en Finlande, il ne joue qu'un seul match, face au Portugal (défaite 1-3).
Il compte deux sélections avec l'équipe de Norvège des moins de 20 ans, toutes les deux obtenues en mars 2019.
Felix Myhre reçoit sa première sélection avec l'équipe espoirs de Norvège le 20 novembre 2018, lors d'un match amical face à la Turquie, que les Norvégiens remportent par trois buts à deux,.

## Palmarès
SK Brann
- Championnat de Norvège de D2 (1) :
  - Champion : 2022.
- Coupe de Norvège (1) :
  - Vainqueur : 2023.